# Glossosoma angaricum
Glossosoma angaricum là một loài Trichoptera trong họ Glossosomatidae. Chúng phân bố ở miền Cổ bắc.